# Пестово (Наговское сельское поселение)
Пестово — деревня в Старорусском районе Новгородской области в составе Наговского сельского поселения.

## География
Находится в южной части Новгородской области на расстоянии приблизительно 10 км на запад по прямой от железнодорожного вокзала города Старая Русса.

## История
На карте 1840 года уже была обозначена. В 1908 году здесь (деревня Старорусского уезда Новгородской губернии) было учтено 26 дворов.Из книги  1909 года  Новгородская губерния в разделе Дубовицкая волость. Указано что смежно с деревни Большой Орехово в деревне Пестово находилась Часовня.

## Население
Численность населения: 179 человек (1908 год), 40 (русские 97 %) в 2002 году, 38 в 2010.